# Pupillin
Pupillin est une commune française située dans le département du Jura, dans la région culturelle et historique de Franche-Comté et la région administrative Bourgogne-Franche-Comté.

## Géographie

### Climat
Pour des articles plus généraux, voir Climat de la Bourgogne-Franche-Comté et Climat du département du Jura.
En 2010, le climat de la commune est de type climat de montagne, selon une étude du Centre national de la recherche scientifique s'appuyant sur une série de données couvrant la période 1971-2000. En 2020, Météo-France publie une typologie des climats de la France métropolitaine dans laquelle la commune est exposée à un climat semi-continental et est dans la région climatique  Jura, caractérisée par une forte pluviométrie en toutes saisons (1 000 à 1 500 mm/an), des hivers rigoureux et un ensoleillement médiocre. 
Pour la période 1971-2000, la température annuelle moyenne est de 9,9 °C, avec une amplitude thermique annuelle de 17,3 °C. Le cumul annuel moyen de précipitations est de 1 468 mm, avec 13,8 jours de précipitations en janvier et 9,5 jours en juillet. Pour la période 1991-2020, la température moyenne annuelle observée sur la station météorologique de Météo-France la plus proche, « Besain », sur la commune de Besain à 11 km à vol d'oiseau, est de 9,6 °C et le cumul annuel moyen de précipitations est de 1 525,6 mm. 
La température maximale relevée sur cette station est de 39,5 °C, atteinte le 25 juillet 2019 ; la température minimale est de −33 °C, atteinte le 2 janvier 1971,,. 
Les paramètres climatiques de la commune ont été estimés pour le milieu du siècle (2041-2070) selon différents scénarios d'émission de gaz à effet de serre à partir des nouvelles projections climatiques de référence DRIAS-2020. Ils sont consultables sur un site dédié publié par Météo-France en novembre 2022.

## Urbanisme

### Typologie
Au 1er janvier 2024, Pupillin est catégorisée commune rurale à habitat dispersé, selon la nouvelle grille communale de densité à sept niveaux définie par l'Insee en 2022.
Elle est située hors unité urbaine. Par ailleurs la commune fait partie de l'aire d'attraction d'Arbois, dont elle est une commune de la couronne,. Cette aire, qui regroupe 16 communes, est catégorisée dans les aires de moins de 50 000 habitants,.

### Occupation des sols
L'occupation des sols de la commune, telle qu'elle ressort de la base de données européenne d’occupation biophysique des sols Corine Land Cover (CLC), est marquée par l'importance des territoires agricoles (53,7 % en 2018), une proportion sensiblement équivalente à celle de 1990 (54 %). La répartition détaillée en 2018 est la suivante : 
forêts (42 %), cultures permanentes (23,8 %), zones agricoles hétérogènes (22,4 %), prairies (4,8 %), zones urbanisées (4,3 %), terres arables (2,7 %). L'évolution de l’occupation des sols de la commune et de ses infrastructures peut être observée sur les différentes représentations cartographiques du territoire : la carte de Cassini (XVIIIe siècle), la carte d'état-major (1820-1866) et les cartes ou photos aériennes de l'IGN pour la période actuelle (1950 à aujourd'hui).

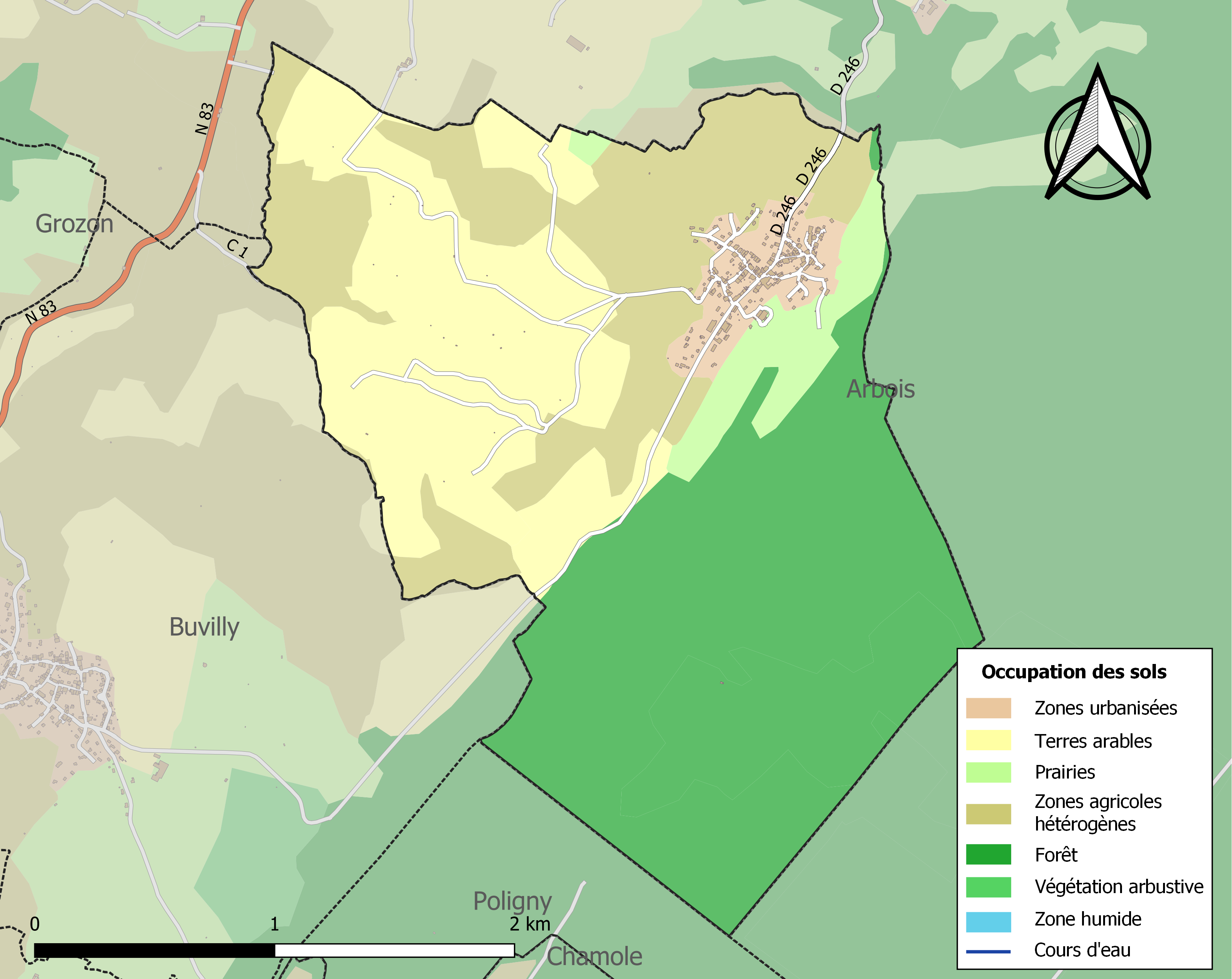
Carte des infrastructures et de l'occupation des sols de la commune en 2018 (CLC).

## Politique et administration
| Période   | Période   | Identité          | Étiquette | Qualité |
| --------- | --------- | ----------------- | --------- | ------- |
| mars 2001 | mars 2014 | Martine Chazerand |           |         |
| mars 2014 | 2020      | Christian Jaquier | SE        | Cadre   |
| mars 2014 | En cours  | Jean-Luc Beaupoil |           |         |

## Démographie
L'évolution du nombre d'habitants est connue à travers les recensements de la population effectués dans la commune depuis 1793. Pour les communes de moins de 10 000 habitants, une enquête de recensement portant sur toute la population est réalisée tous les cinq ans, les populations de référence des années intermédiaires étant quant à elles estimées par interpolation ou extrapolation. Pour la commune, le premier recensement exhaustif entrant dans le cadre du nouveau dispositif a été réalisé en 2005.

En 2022, la commune comptait 245 habitants, en évolution de +2,08 % par rapport à 2016 (Jura : −0,81 %, France hors Mayotte : +2,11 %).
| 1793 | 1800 | 1806 | 1821 | 1831 | 1836 | 1841 | 1846 | 1851 |
| ---- | ---- | ---- | ---- | ---- | ---- | ---- | ---- | ---- |
| 585  | 587  | 650  | 591  | 571  | 594  | 594  | 562  | 522  |

| 1856 | 1861 | 1866 | 1872 | 1876 | 1881 | 1886 | 1891 | 1896 |
| ---- | ---- | ---- | ---- | ---- | ---- | ---- | ---- | ---- |
| 493  | 474  | 502  | 467  | 458  | 464  | 431  | 411  | 371  |

| 1901 | 1906 | 1911 | 1921 | 1926 | 1931 | 1936 | 1946 | 1954 |
| ---- | ---- | ---- | ---- | ---- | ---- | ---- | ---- | ---- |
| 357  | 334  | 304  | 270  | 225  | 211  | 212  | 214  | 212  |

| 1962 | 1968 | 1975 | 1982 | 1990 | 1999 | 2005 | 2006 | 2010 |
| ---- | ---- | ---- | ---- | ---- | ---- | ---- | ---- | ---- |
| 173  | 158  | 148  | 186  | 213  | 218  | 244  | 246  | 247  |

| 2015 | 2020 | 2022 | - | - | - | - | - | - |
| ---- | ---- | ---- | - | - | - | - | - | - |
| 242  | 248  | 245  | - | - | - | - | - | - |

## Lieux et monuments

### Voies
| 21 odonymes recensés à Pupillin au 7 décembre 2013            | 21 odonymes recensés à Pupillin au 7 décembre 2013 | 21 odonymes recensés à Pupillin au 7 décembre 2013 | 21 odonymes recensés à Pupillin au 7 décembre 2013 | 21 odonymes recensés à Pupillin au 7 décembre 2013 | 21 odonymes recensés à Pupillin au 7 décembre 2013 | 21 odonymes recensés à Pupillin au 7 décembre 2013 | 21 odonymes recensés à Pupillin au 7 décembre 2013 | 21 odonymes recensés à Pupillin au 7 décembre 2013 | 21 odonymes recensés à Pupillin au 7 décembre 2013 | 21 odonymes recensés à Pupillin au 7 décembre 2013 | 21 odonymes recensés à Pupillin au 7 décembre 2013 | 21 odonymes recensés à Pupillin au 7 décembre 2013 | 21 odonymes recensés à Pupillin au 7 décembre 2013 | 21 odonymes recensés à Pupillin au 7 décembre 2013 | 21 odonymes recensés à Pupillin au 7 décembre 2013 |
| Allée                                                         | Avenue                                             | Bld                                                | Chemin                                             | Cour                                               | Impasse                                            | Montée                                             | Passage                                            | Place                                              | Quai                                               | Carrefour                                          | Route                                              | Rue                                                | Square                                             | Autres                                             | Total                                              |
| ------------------------------------------------------------- | -------------------------------------------------- | -------------------------------------------------- | -------------------------------------------------- | -------------------------------------------------- | -------------------------------------------------- | -------------------------------------------------- | -------------------------------------------------- | -------------------------------------------------- | -------------------------------------------------- | -------------------------------------------------- | -------------------------------------------------- | -------------------------------------------------- | -------------------------------------------------- | -------------------------------------------------- | -------------------------------------------------- |
| 0                                                             | 0                                                  | 0                                                  | 6                                                  | 0                                                  | 0                                                  | 0                                                  | 0                                                  | 0                                                  | 0                                                  | 0                                                  | 1                                                  | 13                                                 | 1                                                  | 0                                                  | 21                                                 |
| Notes « N »                                                   | Notes « N »                                        | Notes « N »                                        | 1. 2. 3. 4. 5.                                     | 1. 2. 3. 4. 5.                                     | 1. 2. 3. 4. 5.                                     | 1. 2. 3. 4. 5.                                     | 1. 2. 3. 4. 5.                                     | 1. 2. 3. 4. 5.                                     | 1. 2. 3. 4. 5.                                     | 1. 2. 3. 4. 5.                                     | 1. 2. 3. 4. 5.                                     | 1. 2. 3. 4. 5.                                     | 1. 2. 3. 4. 5.                                     | 1. 2. 3. 4. 5.                                     | 1. 2. 3. 4. 5.                                     |
| Sources : rue-ville.info & OpenStreetMap & FNACA-GAJE du Jura |                                                    |                                                    |                                                    |                                                    |                                                    |                                                    |                                                    |                                                    |                                                    |                                                    |                                                    |                                                    |                                                    |                                                    |                                                    |

### Édifices et sites
- Les ruines d'un fanum gallo-romain  Inscrit MH[17].
- L'église Saint-Léger et l'oratoire Saint-Léger rue des vignes.
- Le vignoble[18] : Pupillin est un village typiquement vigneron, appelé « capitale mondiale du Poulsard » depuis 1990 (voir affiche ci-dessous) qui produit les différents cépages du Jura : le Poulsard donc, mais aussi le Chardonnay, le Savagnin, le Trousseau et le Pinot Noir.
- Le belvédère avec vue panoramique sur le vignoble.

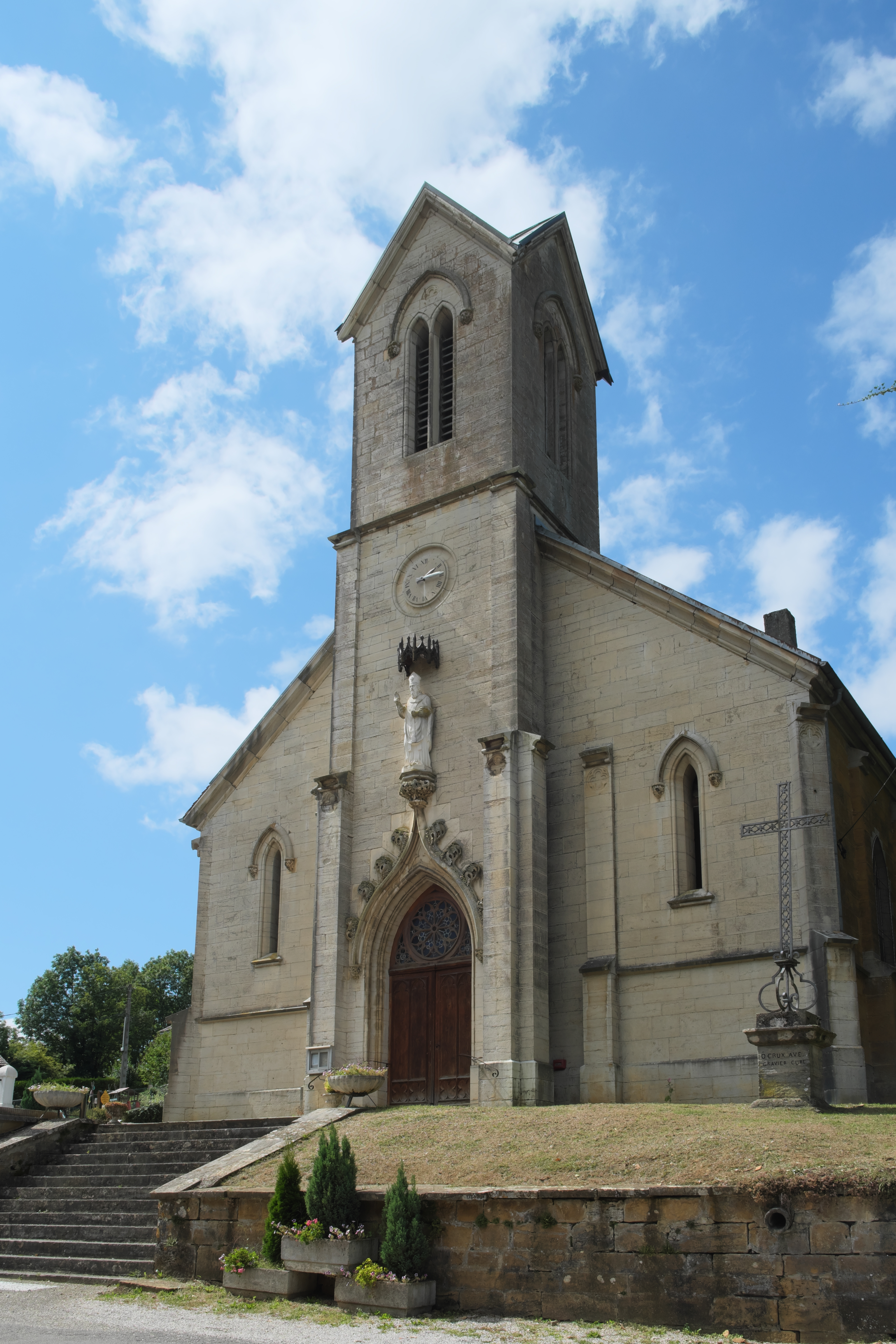
L'église.
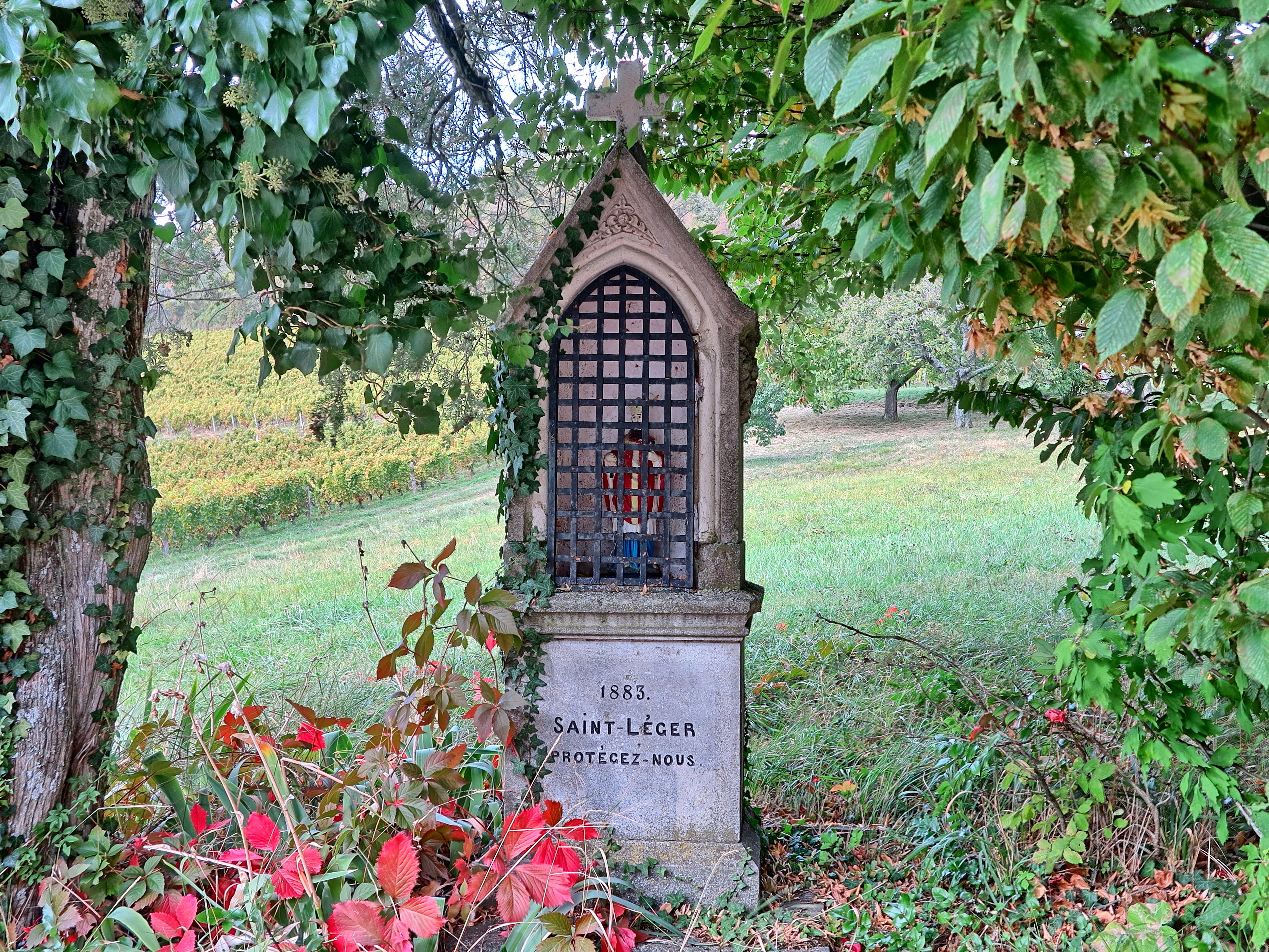
Oratoire Saint-Léger.
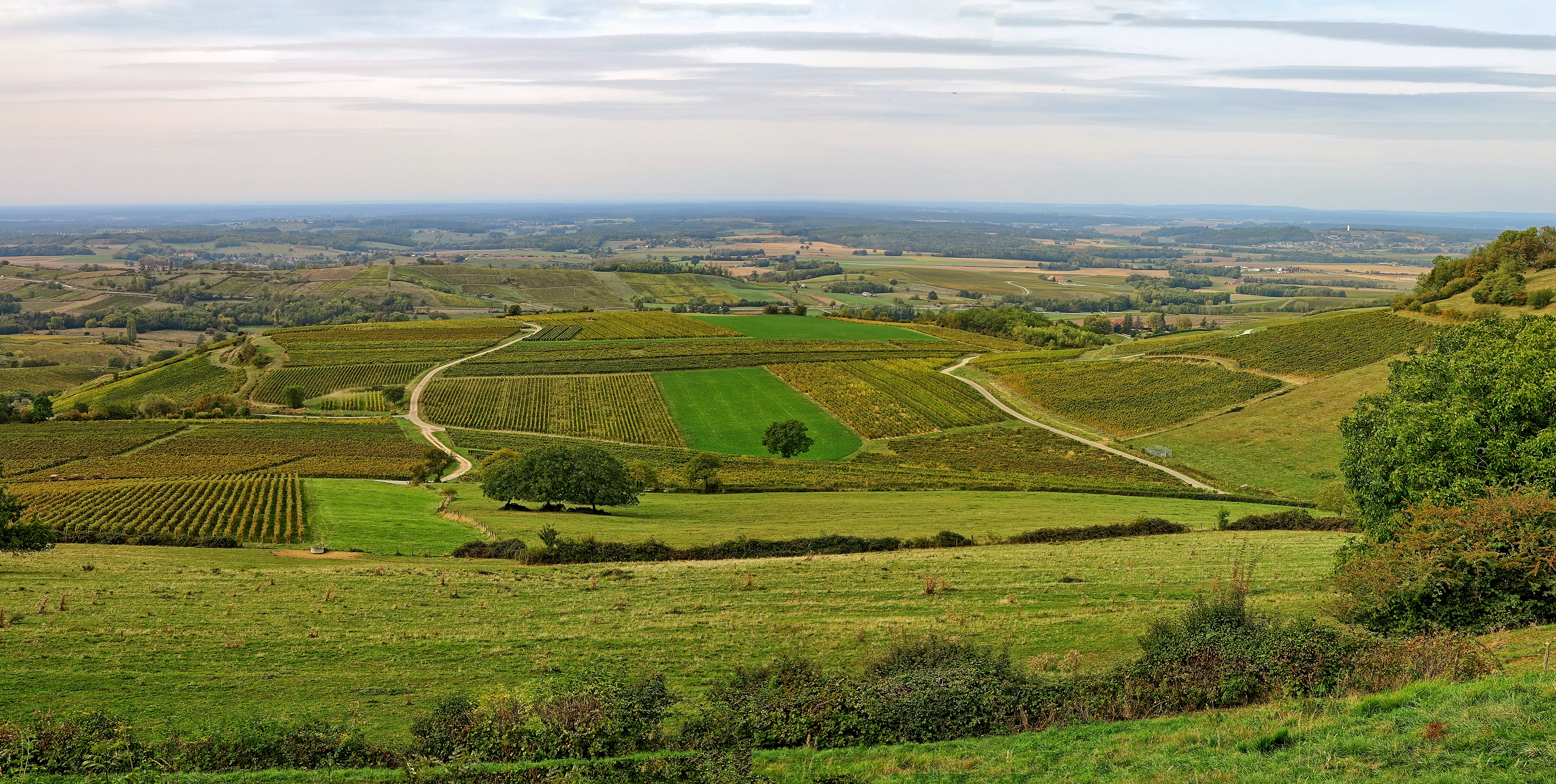
Panorama sur le vignoble depuis le belvédère.
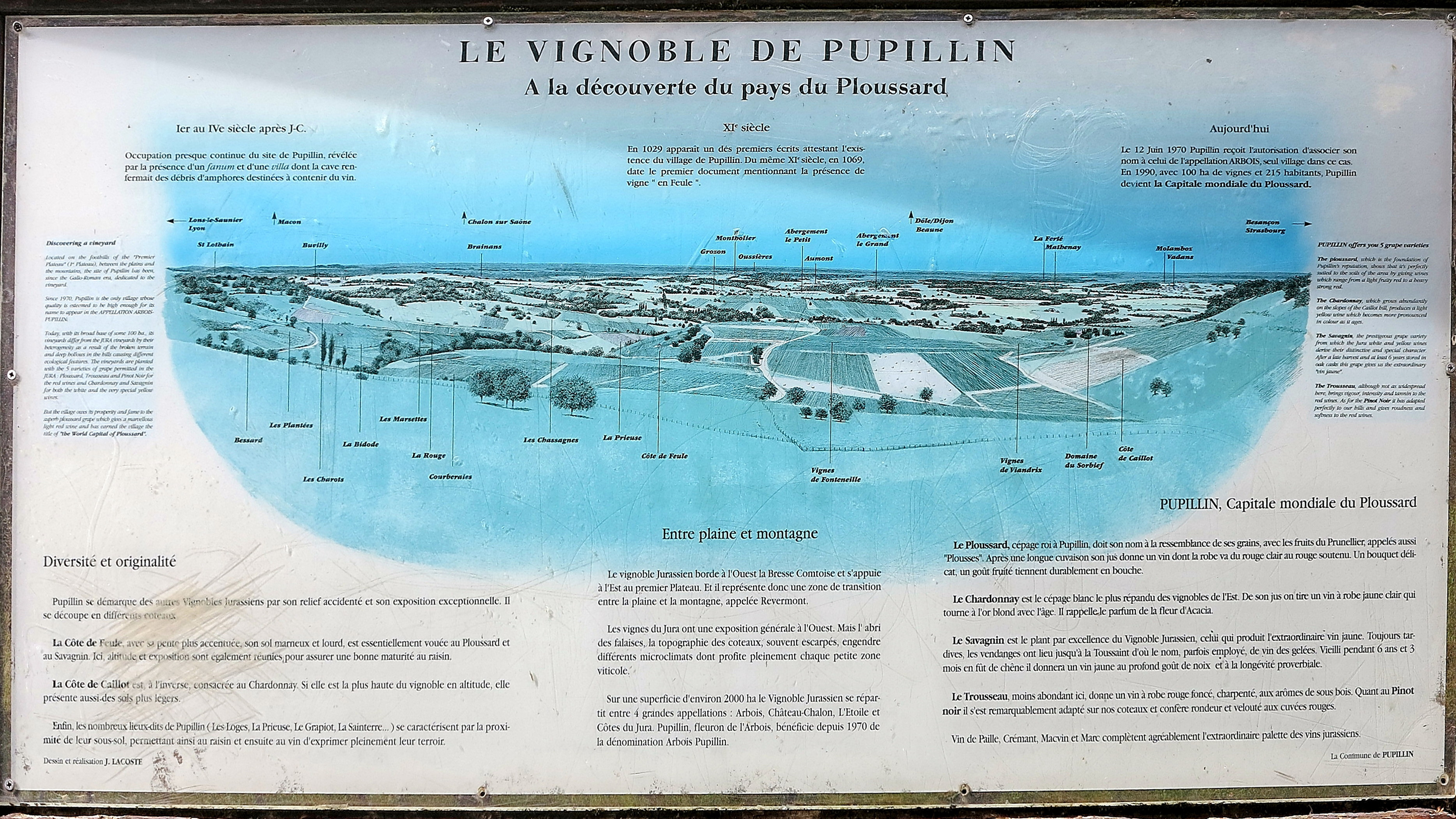
Affiche du kiosque du belvédère.

### Cartes
1. ↑  IGN, « Évolution comparée de l'occupation des sols de la commune sur cartes anciennes », sur remonterletemps.ign.fr (consulté le 15 juillet 2023).